# Цулая, Иродион Нестерович
Иродион Нестерович Цулая (1920 — 22 апреля 1979) — участник Великой Отечественной войны, полный кавалер ордена Славы.

## Биография
Родился в 1920 году в селе Чубурхинджи Гальского района Абхазии в семье крестьянина. Грузин.
Получил среднее образование. После окончания школы работал в колхозе, в Гальском райздраве счетоводом.
В 1940 году был призван в Красную Армию. Первый год служил в Байкальском военном округе. Затем учился полгода в Оренбургском военном училище, не закончил, так как был отправлен на фронт.
С февраля 1943 года участвовал в боях Великой Отечественной войны наводчиком орудия 7-го гвардейского артиллерийского полка 9-й гвардейской воздушно-десантной дивизии 5-й гвардейской армии 1-го Украинского фронта. Гвардии младший сержант.
Боевое крещение принял на Северном Кавказе. Принимал участие в освобождении Курска.
В 1946 году был демобилизован. Вернулся в село Чубурхинджи. До 1950 года работал заведующим питомником. С 1950 по 1972 гг. работал заведующим лесопилкой колхоза им. Сталина в селе Чубурхинджи. В 1959 году стал членом КПСС.
Умер 22.04.1979 года. Похоронен на семейном кладбище.

## Подвиги

### первый
С 8 по 14 августа 1944 года Цулая при отражении контратак немцев в районе населенного пункта Гурки (8 км севернее г.Мелец, Польша) в составе расчета разрушил наблюдательный пункт противника, уничтожил танк, 3 пулеметные точки и более 10 немцев. За этот подвиг награждён орденом Славы 3 степени.

### второй
В бою за населенный пункт Стопница (20 км юго-западнее г.Сташув, Польша) Цулая заменил выбывшего из строя командиpa орудия и продолжил вести огонь по немцам. В боях с 12 по 23 января 1945 года в районе населенного пункта Стопница и г. Розенберг (ныне г. Суш) расчет Цулая уничтожил наблюдательный пункт, 2 блиндажа, 4 пулемета и свыше 10 немцев. За этот подвиг награждён орденом Славы 2 степени.

### третий
19 апреля 1945 года в бою за г. Шпремберг (Германия) Цулая вместе с двумя бойцами пробрался в дом и захватил в плен вражеский расчет вместе с пулеметом. За этот подвиг награждён орденом Славы 2 степени. 24 декабря 1971 года перенаграждён орденом Славы 1 степени.

## Награды
- Орден Славы 3 степени (07.09.1944)
- Орден Славы 2 степени (17.05.1945) и (28.05.1945 — впоследствии перенаграждён орденом 1 степени)
- Орден Славы 1 степени (24.12.1971)
- Орден Отечественной войны 1 степени
- медаль «За освобождение Праги» (30.10.1972)
- медаль «За боевые заслуги»
- медали СССР